# Charlie (lớp tàu ngầm)
Tàu ngầm Đề án 670 Skat (tiếng Nga:Проекта 670 Скат) là loại tàu ngầm hạt nhân mang tên lửa hành trình của Liên Xô, NATO gọi loại tàu ngầm này là lớp Charlie. Tàu ngầm 670 Skat đầu tiên được hạ thủy lần đầu tại xưởng đóng tàu ở Gorkiy năm 1967, 10 chiếc tiếp theo được hạ thủy trong vòng 5 năm sau đó. Đề án 670 Skat có hai khoang chứa với bốn ống phóng tên lửa ở mỗi khoang ở mỗi bên (trước và sau) thông ra ngoài lớp vỏ chịu lực của tàu.
Các ống phóng được đóng kín bởi những cánh cửa sập lớn và được thiết kế để có thể sử dụng tên lửa chống tàu tầm trung P-120 Malakhit (SS-N-9 Siren). Tuy nhiên do việc nghiên cứu tên lửa bị chậm tiến độ nên đã thay thế bằng loại tên lửa tầm ngắn P-70 Ametist (SS-N-7 Starbright) phóng từ dưới mặt nước là loại được phát triển từ lửa P-15 Termit (SS-N-2 Styx) phóng trên bề mặt nước. Mục đích của loại tên lửa này là dùng để tấn công bất ngờ từ dưới nước các mục có giá trị cao trên mặt nước như tàu sân bay.
Từ năm 1972 đến 1979, sáu chiếc cải tiến gọi là Đề án 670M Skat-M (lớp Charlie II) đã được đóng. Đề án 670M cải tiến được đóng tại Gorkiy với khoản chiều dài được thêm 8 m (26 ft 3in) ở phần trước của tàu có gắn thêm các thiết bị định vị mục tiêu và hệ thống phóng cho loại tên lửa chống tàu tầm xa P-120 Malakhit.
Lớp Charlie III được thiết kế để bắn tên lửa chống tàu P-80 Zubr (SS-N-22 Sunburn) tuy nhiên nó chưa hề được đóng.
Tàu ngầm lớp Charlie I và II chỉ phải trở về cảng để tiếp tế khi chúng hết lương thực hay nước uống hoặc hết vũ khí. Mặc dù vậy với việc trang bị các vũ khí hiện đại cũng như hệ thống định vị sóng âm khiến nó trở nên hữu dụng trong việc chống tàu hay tác chiến chống lại các tàu ngầm khác.
Chiếc tàu cuối cùng lớp này được cho ra khỏi biên chế năm 1994, tuy nhiên một chiếc đã được cho Ấn Độ thuê từ 1988 đến 1991 và là mẫu để Ấn Độ có thể hiểu được cơ cấu hoạt động của tàu ngầm hạt nhân.

## Được đóng
- 11 tàu Đề án 670 đã được đóng từ 1968 đến 1973, K-43 được cho hải quân Ấn Độ thuê từ 1988 đến 1992 được biết đến như Chakra, K-429 bị chìm gần Petropavlovsk Kamchatsky với 16 người xấu số năm 1983 nhưng đã được kéo lên và sử dụng cho mục đích huấn luyện.
- 6 tàu Đề án 670M Skat-M được đóng từ 1973 đến 1980.
- Tất cả bị xử lý tiêu hủy từ 1990 đến 1994.